# Stazione di Bologna Via Larga
La stazione di Bologna Via Larga è una fermata ferroviaria posta sulla linea Bologna–Portomaggiore, a Bologna.
La stazione si trova nel tratto urbano della linea, nel territorio del quartiere San Vitale, presso l'intersezione tra via Scandellara e via Larga e serve l'adiacente complesso dove si erge il Grattacielo Unipol.

## Storia
La fermata venne attivata il 31 maggio 1987, contemporaneamente ad altre due fermate, così da aumentare l'importanza della linea per il trasporto urbano.
Dall'11 dicembre 2022 la stazione è priva di traffico ferroviario, per via dei lavori di parziale interramento della tratta ferroviaria Bologna Zanolini-Bologna Roveri. Al momento dell'avvio dei lavori, il termine del cantiere, con la conseguente riattivazione del traffico ferroviario, è stato preannunciato per il 30 giugno 2025. Al termine dei lavori, la fermata verrà ricostruita in trincea.

## Strutture e impianti
La fermata conta un unico binario, servito da un marciapiede fornito di pensilina.

## Movimento
La stazione è servita dai treni regionali delle relazioni Bologna Centrale – Budrio e Bologna Centrale – Portomaggiore, appartenenti alla linea S2B (Bologna Centrale - Portomaggiore) del servizio ferroviario metropolitano di Bologna.
I treni sono svolti da Trenitalia Tper nell'ambito del contratto di servizio stipulato con la regione Emilia-Romagna.
A novembre 2013, l'impianto risultava frequentato da un traffico giornaliero medio di 487 persone.
A novembre 2019, la stazione risultava frequentata da un traffico giornaliero medio di circa 510 persone (281 saliti + 229 discesi).

## Interscambi
- Fermata autobus